# バマコ・アリョン・ブロンダン・ベイヤ平和維持学校
バマコ・アリョン・ブロンダン・ベイヤ平和維持学校（バマコ・アリョン・ブロンダン・ベイヤへいわいじがっこう、フランス語：École de maintien de la paix Alioune Blondin Beye de Bamako）は、マリ共和国バマコに所在する、主に戦術級の平和維持活動業務の為にアフリカ諸国の軍士官や警察官および文民・民間人に教育訓練を施すセンターで、1999年に設立された。学校名にはマリの政治家・弁護士でアンゴラ内戦の停戦交渉を主導したアリョン・ブロンダン・ベイヤ（fr:Alioune Blondin Béye）に因んでいる。

## 概要
バマコ・アリョン・ブロンダン・ベイヤ平和維持学校は2つあるネットワークの一つを構成している。第一に、西アフリカ諸国経済共同体加盟国であるナイジェリアにある国防大学校が戦略級を担当しており、これを補完すべく、ガーナには実務級を担当するコフィ・アナン国際平和維持訓練センターが、そして戦術級を担当する本校の以上3つのセンターが設けられている。第二に、アフリカ平和維持訓練協会（African Peace Support trainers Association、APSTA）の一つである。教育の枠組みは国際連合、アフリカ連合、その他地域機関すべての平和維持活動に参加できるようにしている。
フランス語圏では唯一となるセンターであるが現実的な需要に応えるため、授業は多国籍な平和維持活動に対応し英語とフランス語の二言語が使用されている。これはアフリカ大陸に置かれたPKOセンターの中では本校のみの特徴となっている。
日本語訳では他にマリ平和維持学校やバマコ平和維持学校とも呼称される。

## 歴史
学校はフランスの軍事協力の枠組みで開始され、1999年にフランスとコートジボワール間での初期の協力関係から生み出された。これは最初、コートジボワール中部のヤムスクロ近郊にあるザンバックロ（fr:Zambakro）に置かれていた。そこでは主に旅団級ならびに大隊級本部の参謀士官あるいは軍人監視員など約600人が訓練を受けた。しかし、コートジボワール国内の情勢悪化により協力活動は中断に追い込まれたため、代替地としてマリ共和国が選ばれ再開される。約半年の活動中断期間を経て、平和維持学校はマリの首都バマコから60km離れた場所にあるクリコロ駐屯地（camp de Koulikoro）で再開される。
学校は国際社会の参加を得て、2007年4月にバマコで最新式の施設が建設される（建設資金800万ユーロの内訳はフランス32％、マリ23％、オランダ13％、ドイツ13％、カナダ9％、スイス4％、イギリス3％、デンマーク2％、アメリカ合衆国1％）。移設時点で本校はマリ共和国の正規の学校となっており、国防・退役軍人大臣が管轄している。運営資金は多国籍かつ自律的であることを基調とし、学校長には関係国から代表が迎えられ、マリ軍の将軍も就いている。開校以来、2007年5月までに2週間から4週間程度に及ぶ実習課程を経て約1,800人の士官を養成した実績がある。教育内容には参謀演習、ECOWAS待機旅団の訓練・評価、武装解除・動員解除・社会復帰、民軍協力、人道法等に関わるワークショップなどがある。
2007年に国際連合の活動中に飛行機事故で殉職した弁護士アリョン・ブロンダン・ベイヤを記念して学校名が改称されている。
また、2009年に日本はアフリカにあるPKOセンターの能力強化に乗り出し、本校も含めて5箇所のセンターに総額1,450万ドルの資金援助を行い、更に講師として自衛官を派遣している。
パートナーにはマリ共和国を中心に、アルゼンチン、カナダ、デンマーク、ドイツ、フランス、日本、オランダ、イギリス、スイス、西アフリカ諸国経済共同体の11の国と機関が連ねている。

## 歴代学校長
| 氏名                                        | 階級                          | 国籍       | 期間            |
| ------------------------------------------- | ----------------------------- | ---------- | --------------- |
| ベノワ・ロワイヤル Benoît Royal             | 中佐                          | フランス   | 1999年 - 2001年 |
| ランダル・ズビェンナ Randal Zbienen         | 中佐                          | フランス   | 2001年 - 2002年 |
| ロイク・アンボ― Loïc Humblot                | 少佐 （fr:Chef de bataillon） | フランス   | 2002年 - 2003年 |
| パスカル・ファソン Pascal Facon             | 中佐                          | フランス   | 2003年 - 2005年 |
| ジャン・ペレーズ Jean Perez                 | 中佐                          | フランス   | 2005年 - 2007年 |
| スレイマン・Y・シディベ Souleymane Y.Sidibe | 憲兵准将                      | マリ共和国 | 2007年 - ?      |